# مقاطعة ديلاوير (بنسلفانيا)
مقاطعة ديلاوير (بالإنجليزية: Delaware County, Pennsylvania)‏ هي إحدى مقاطعات ولاية بنسيلفانيا في الولايات المتحدة. بلغ عدد سكانها 558979 نسمة في عام 2010 حسب إحصاء مكتب تعداد الولايات المتحدة.

## المناخ
يظهر الجدول التالي التغييرات المناخية على مدار السنة لمقاطعة ديلاوير:
| البيانات المناخية لـمقاطعة ديلاوير | البيانات المناخية لـمقاطعة ديلاوير | البيانات المناخية لـمقاطعة ديلاوير | البيانات المناخية لـمقاطعة ديلاوير | البيانات المناخية لـمقاطعة ديلاوير | البيانات المناخية لـمقاطعة ديلاوير | البيانات المناخية لـمقاطعة ديلاوير | البيانات المناخية لـمقاطعة ديلاوير | البيانات المناخية لـمقاطعة ديلاوير | البيانات المناخية لـمقاطعة ديلاوير | البيانات المناخية لـمقاطعة ديلاوير | البيانات المناخية لـمقاطعة ديلاوير | البيانات المناخية لـمقاطعة ديلاوير | البيانات المناخية لـمقاطعة ديلاوير |
| الشهر                              | يناير                              | فبراير                             | مارس                               | أبريل                              | مايو                               | يونيو                              | يوليو                              | أغسطس                              | سبتمبر                             | أكتوبر                             | نوفمبر                             | ديسمبر                             | المعدل السنوي                      |
| ---------------------------------- | ---------------------------------- | ---------------------------------- | ---------------------------------- | ---------------------------------- | ---------------------------------- | ---------------------------------- | ---------------------------------- | ---------------------------------- | ---------------------------------- | ---------------------------------- | ---------------------------------- | ---------------------------------- | ---------------------------------- |
| متوسط درجة الحرارة الكبرى °ف (°م)  | 38.6 (3.7)                         | 41.8 (5.4)                         | 50.4 (10.2)                        | 62.3 (16.8)                        | 72.1 (22.3)                        | 81.0 (27.2)                        | 85.3 (29.6)                        | 83.5 (28.6)                        | 76.8 (24.9)                        | 65.5 (18.6)                        | 54.1 (12.3)                        | 42.6 (5.9)                         | 62.9 (17.2)                        |
| المتوسط اليومي °ف (°م)             | 30.4 (−0.9)                        | 33.1 (0.6)                         | 40.6 (4.8)                         | 51.6 (10.9)                        | 61.2 (16.2)                        | 70.5 (21.4)                        | 75.2 (24.0)                        | 73.7 (23.2)                        | 66.3 (19.1)                        | 55.0 (12.8)                        | 44.8 (7.1)                         | 34.6 (1.4)                         | 53.2 (11.8)                        |
| متوسط درجة الحرارة الصغرى °ف (°م)  | 22.2 (−5.4)                        | 24.3 (−4.3)                        | 30.9 (−0.6)                        | 40.8 (4.9)                         | 50.2 (10.1)                        | 60.0 (15.6)                        | 65.1 (18.4)                        | 63.8 (17.7)                        | 55.7 (13.2)                        | 44.4 (6.9)                         | 35.5 (1.9)                         | 26.6 (−3.0)                        | 43.4 (6.3)                         |
| الهطول إنش (مم)                    | 3.36 (85)                          | 2.80 (71)                          | 3.89 (99)                          | 3.84 (98)                          | 4.08 (104)                         | 3.94 (100)                         | 4.71 (120)                         | 3.88 (99)                          | 4.65 (118)                         | 3.87 (98)                          | 3.61 (92)                          | 3.89 (99)                          | 46.52 (1٬182)                      |
| متوسط الرطوبة النسبية (%)          | 68.3                               | 65.0                               | 60.5                               | 59.4                               | 63.2                               | 68.2                               | 68.2                               | 70.5                               | 71.7                               | 70.5                               | 69.7                               | 70.8                               | 67.2                               |
| المصدر: PRISM                      |                                    |                                    |                                    |                                    |                                    |                                    |                                    |                                    |                                    |                                    |                                    |                                    |                                    |

## أعلام
- نويل كونفرز وايث
- غوس تسيغلر
- فريدريك بريور
- ديف شولتز
- واين مادسن
- توماس أ. سكوت
- توماس بوتس جيمس
- بيرس كروسبي
- ثيدور فريمان
- فريدريك ك. إنغل

## وصلات خارجية
- www.co.delaware.pa.us